# Reinhard Würzner
Reinhard Würzner (* 20. September 1959 in Goslar) ist ein deutscher Arzt für Laboratoriumsmedizin, Hygiene und Mikrobiologie an der Medizinischen Universität Innsbruck.

## Werdegang
Als Sohn eines Industriejuristen leistete Würzner nach dem Abitur Wehrdienst. Danach begann er an der Philipps-Universität Marburg Medizin zu studieren. Er wechselte an die University of New Brunswick, die Universität Wien und die Ruprecht-Karls-Universität Heidelberg. Schließlich war er an der University of Cambridge und der Georg-August-Universität Göttingen. Nach dem Staatsexamen und der Approbation promovierte er zum Dr. med. (1986). Vier Jahre war er wissenschaftlicher Assistent in der Göttinger Immunologie. Ab 1990 forschte er drei Jahre beim Medical Research Council (UK), erst in der Immunchemie an der University of Oxford, dann in der Molekularen Immunpathologie an der Clare Hall der Universität Cambridge. Dort wurde er 1993 zum Ph.D. promoviert. Zwischenzeitlich gewährte die Landesärztekammer Niedersachsen 1992 die Anerkennung als Facharzt für Laboratoriumsmedizin.
Von Cambridge ging er 1993 an die Universität Innsbruck. Bei der Ärztekammer Tirol wurde er 1995 auch als Arzt für Hygiene und Mikrobiologie anerkannt. 1997 habilitierte er sich für Hygiene, Mikrobiologie und Präventivmedizin. Die Medizinische Universität Innsbruck ernannte ihn 1998 zum a.o. Professor.
Reinhard Würzner ist verheiratet und hat drei Töchter. Sein Bruder, Eckart Würzner, ist Oberbürgermeister von Heidelberg.

## Bücher
- mit Tony E. Hugli: Complement and disease. Elsevier 1997. GoogleBooks